# إبراهيم الأفغاني
إبراهيم حاج جامع ميعاد (إبراهيم الأفغاني) أو (أبو بكر الزيلعي) (بالصومالية: :Ibraahim Xaaji Jaamac Meecaad)‏ كان عضوًا بارزًا في حركة الشباب الصومالية، المناهضة للحكومة الفيدرالية الانتقالية في الصومال.

## النشأة
وُلد إبراهيم حاجي ميعاد في هرجيسا عام 1960 لأسرة تنحدر من قبيلة إسحاق، وانضم في بداية صباه إلى حركة وحدة الشباب الإسلامي، وانتقل في الثمانينات إلى الولايات المتحدة للدراسة، والتقى هناك بمنظّر التيار الجهادي عبد الله عزام، وانتقل بعدها إلى مصر ومنها إلى باكستان ثم أفغانستان حيث التقى بأسامة بن لادن وانخرط في تنظيم القاعدة، عاد الأفغاني بعد ذلك إلى الصومال مع زميله في باكستان أحمد غودني الملقب بمختار علي زبير والذي جمعهما الفكر كما جمعهما الانتماء لنفس القبيلة والمنطقة، وفوجئ الاثنان بحل حركة الاتحاد الإسلامي التي نشأت بدمج حركتي وحدة الشباب الإسلامي التي نشطت في الشمال، وحركة الأهل، التي نشطت في الجنوب، وقام الإثنان في عام 2003 بجانب آخرين بأعمال استهداف شخصيات غير صومالية في منطقة صوماليلاند، واستهداف منظمات دولية، وكانت أبرز ضربات حركة الشباب التي كانت في طور التكوين، هجوما نفذه خمسة أشخاص على مسؤولي الجمارك الإثيوبيين في مدينة وجالي على الحدود بين إثيوبيا وصوماليلاند واستولوا على أموال قُدرت بمليون دولار، وانتقل غودني وأفغاني بعدها إلى مقديشو لتأسيس نواة حركة الشباب، واستمرت محاولات إنشاء كيان جديد، حتى وفر قيام اتحاد المحاكم الإسلامية الغطاء المناسب، وكانت الحركة من ضمن القوى التي ضمتها المحاكم الإسلامية، وبعد سقوط مقديشو وظهور الخلاف بين قيادات المحاكم وإنشاء تحالف إعادة تحرير الصومال الذي قاده زعيم المحاكم شريف شيخ أحمد، نأت حركة الشباب بنفسها عن التحالف الذي وصفته بالعلماني، وعزَّزَت سَيطرتها على جنوب الصومال ووسطها.

## في حركة الشباب
شغل الأفغاني مناصب رفيعة في الحركة من ضمنها منصب نائب زعيم الحركة وأول من يشغل هذا المنصب، كما شغل مناصب مسؤول الشؤون المالية، وقائد فصيل الحركة في كيسمايو.
ترددت شائعات بأنه قُتل في هجوم بطائرة بدون طيار من طراز إم كيو-1 بريداتور استهدف معسكر تدريب لحركة الشباب في كيسمايو جنوب الصومال في 25 يونيو 2011، غير أنه نجا، وتحدثت تقارير عن تقديم استقالته من حركة الشباب في ديسمبر 2011
في أبريل 2013 نُشرت رسالة وجهها الأفغاني لزعيم تنظيم القاعدة أيمن الظواهري، ينتقد فيها قيادة أحمد جودني لحركة الشباب بشكل لاذع. في 29 يونيو 2013، أعلنت حركة الشباب مقتل الأفغاني خلال معركة بالأسلحة النارية في 20 يونيو 2013 لمقاومته محاولة الاعتقال، إلا أن أفرادا من أسرة الأفغاني، ومن بينهم شقيقته، أفادوا بإعدامه بعد القبض عليه ، وقتل معه معلم برهان الذي سانده في خلافه مع أمير الحركة جودني، فيما لاذ كل من حسن أويس ومختار روبوو بالفرار واستسلم كل منهما لاحقا إلى الحكومة الفيدرالية.